# Leiblach
Leiblach är ett vattendrag i Österrike, på gränsen till Tyskland. Det ligger i den västra delen av landet, 500 km väster om huvudstaden Wien.
Runt Leiblach är det i huvudsak tätbebyggt. Runt Leiblach är det tätbefolkat, med 319 invånare per kvadratkilometer.